# Monastyr Beočin
Monastyr Beočin (Манастир Беочин) – żeński klasztor prawosławny wraz ze świątynią Wniebowstąpienia Pańskiego należący do Serbskiego Kościoła Prawosławnego. Znajduje się u podnóża pasma górskiego Fruška Gora, kilka kilometrów na południe od miejscowości Beočin w Wojwodinie (północna Serbia). Przeoryszą monastyru jest Varvara (Radosavljević).

## Historia
Nie wiadomo kto i kiedy położył podwaliny pod budowę świątyni. Pierwsze udokumentowane zapiski, w których wspomina się o monastyrze, pochodzą z XVI wieku. W czasie piątej wojny austriacko-osmańskiej (1683-1699) klasztor został prawdopodobnie zniszczony. Odbudowali go mnisi serbscy, którzy przybyli na te tereny pod koniec XVII wieku w ramach wielkiej migracji Serbów, przeprowadzonej przez patriarchę Arsenija III Crnojevicia. Obecna świątynia powstała w latach 1732–1740 w tradycjonalnym stylu bizantyjsko-serbskim z elementami gotyku. Fundatorami klasztoru byli Milovije Milaković wraz ze swoim synem Piotrem, którzy wyłożyli 9000 forintów na odbudowę świątyni. Monastyr w Beočinie jest jedną z nielicznych prawosławnych świątyń Fruškiej Gory, które nie doznały poważnych uszkodzeń w czasie II wojny światowej.

## Architektura
Dzisiejszy klasztor stanowi jednonawowy budynek, który usytuowany został w kierunku wschód-zachód. Całość wzniesiono z kamienia, a następnie zabudowano cegłami i otynkowano. Strzelistość konstrukcji, oraz obecność ostrołuków świadczą o wpływach gotyckich. Trzypiętrowa dzwonnica powstawała łącznie 59 lat. Do klasztoru z czasem dobudowano otwarty, barokowy ganek z arkadami oraz portal. Ikonostas pochodzi z połowy XVIII wieku. W skład kompleksu świątynnego wchodzą jeszcze dwie kapliczki, jedna pochodząca z XVIII wieku, a druga wybudowana na początku XX wieku.

## Galeria

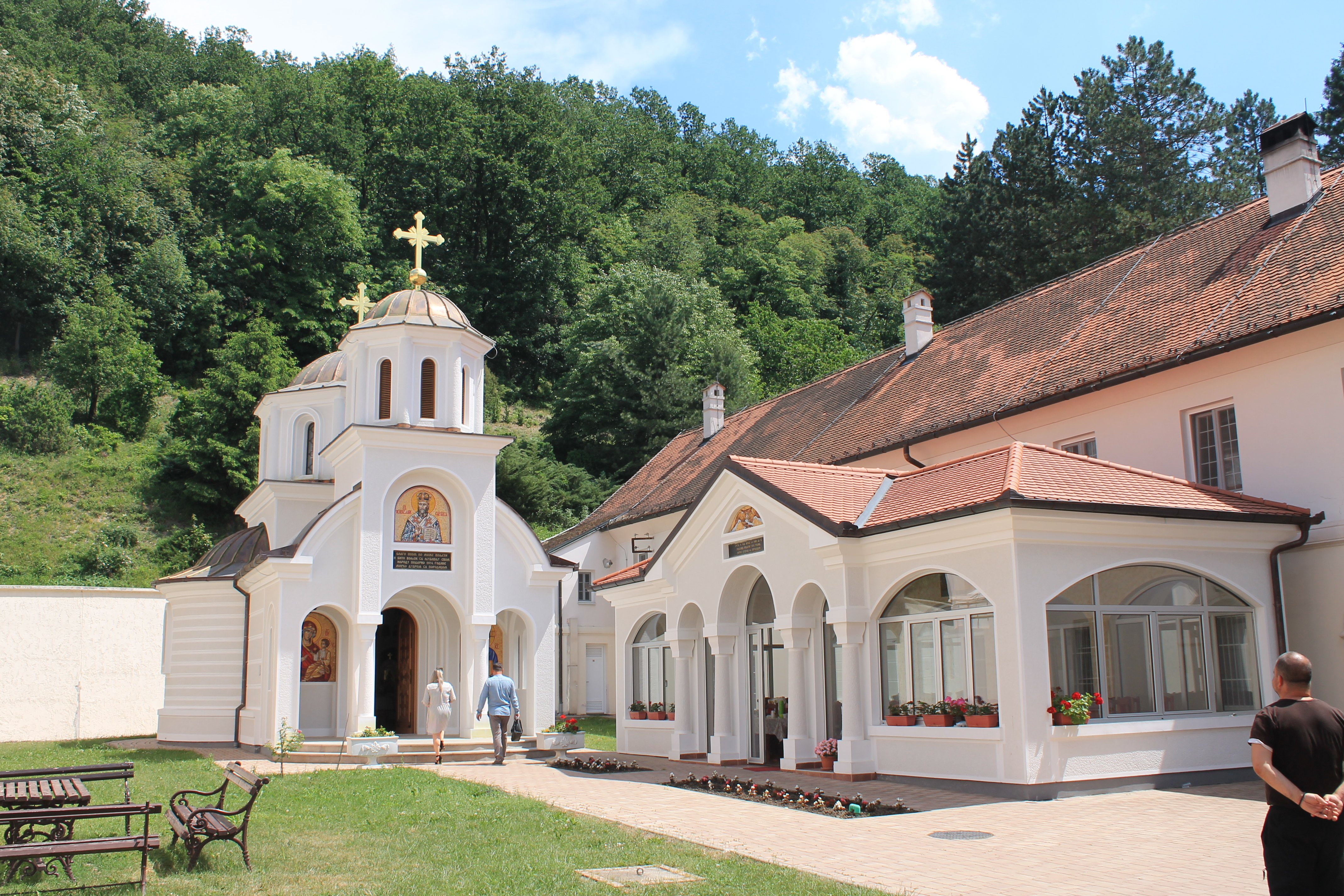
XX-wieczna kapliczka
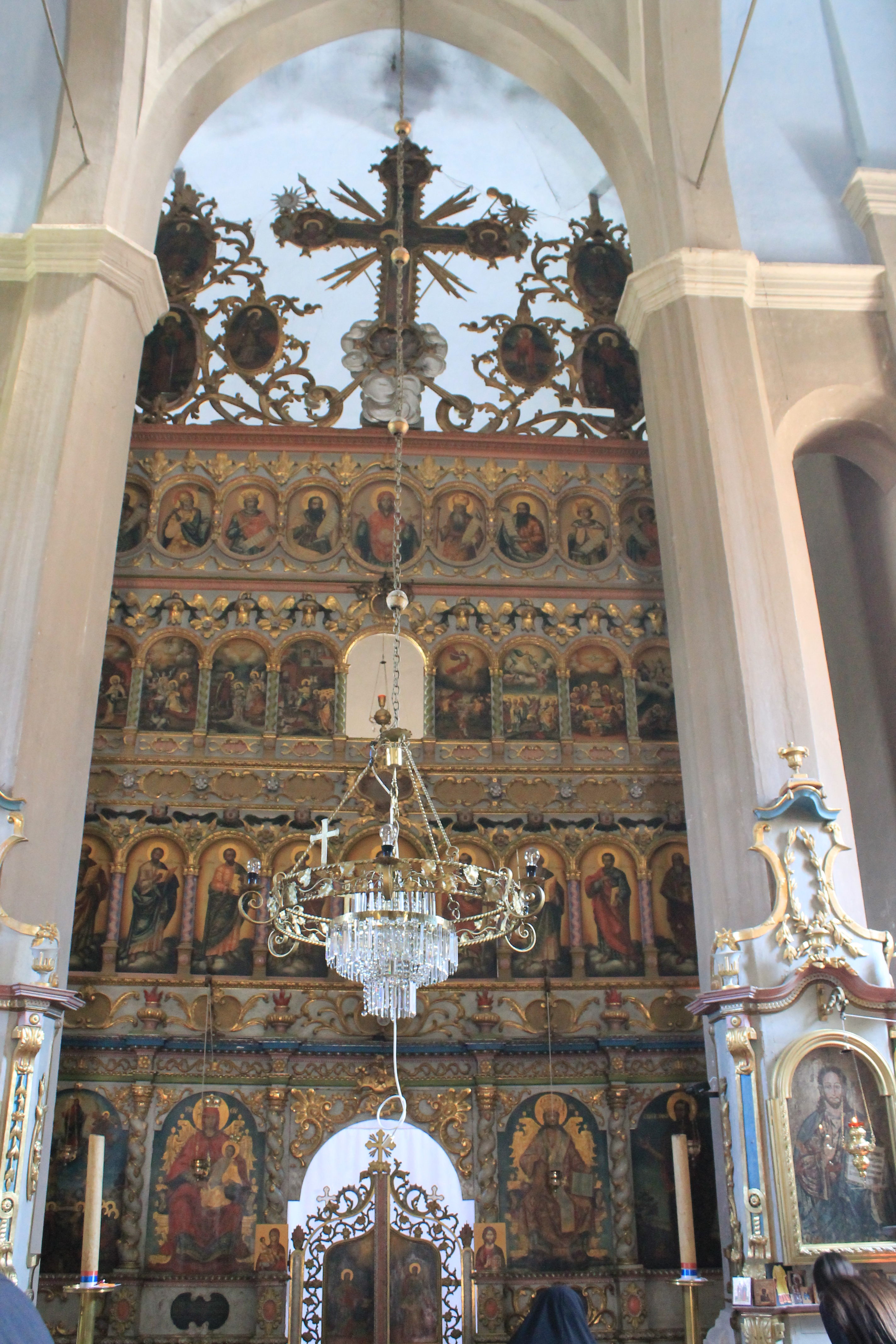
Ikonostas świątyni
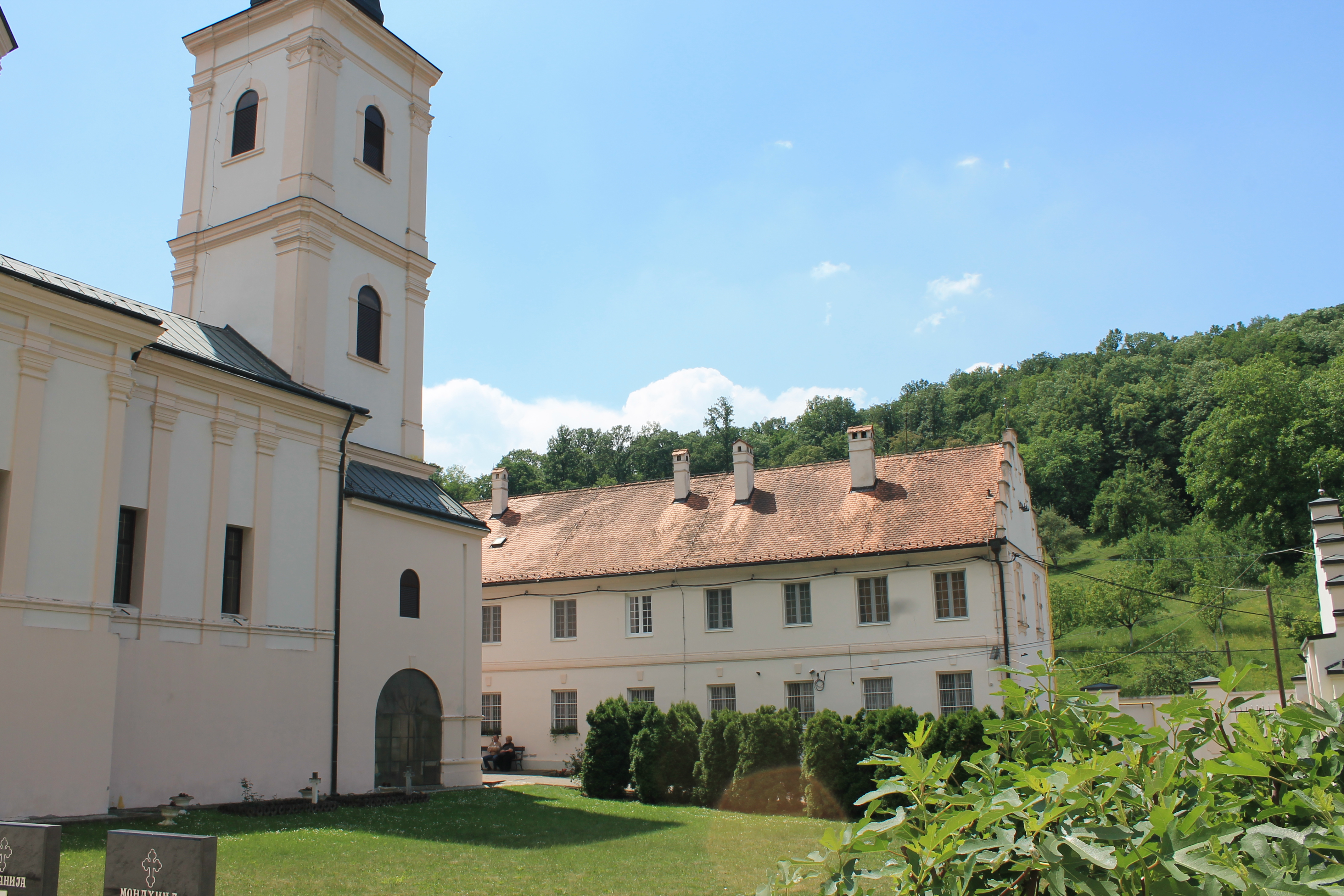
Monastyr